# ルーベン・インペンス
ルーベン・インペンス（Ruben Impens, 1971年3月31日-）はベルギーの映画撮影監督。主にジュリア・デュクルノー、フェリックス・ヴァン・フルーニンゲンの作品の撮影で知られる。

## 主な参加作品

### 映画
- Steve + Sky（2004年）監督：フェリックス・ヴァン・フルーニンゲン
- Dagen zonder lief（2007年）監督：フェリックス・ヴァン・フルーニンゲン
- Aanrijding in Moscou（2008年）クリストフ・ヴァン・ロンパエイ
- De helaasheid der dingen（2009年）監督：フェリックス・ヴァン・フルーニンゲン
- Adem（2010年）監督：ハンス・ヴァン・ヌッフェル
- オーバー・ザ・ブルースカイ The Broken Circle Breakdown（2012年）監督：フェリックス・ヴァン・フルーニンゲン
- ベルヒカ Belgica（2016年）監督：フェリックス・ヴァン・フルーニンゲン
- RAW ～少女のめざめ～ Grave（2016年）監督：ジュリア・デュクルノー
- ビューティフル・ボーイ（2018年）監督：フェリックス・ヴァン・フルーニンゲン
- ムスタング The Mustang（2019年）監督：ロール・ドゥ・クレルモン＝トネール
- TITANE／チタン Titane（2021年）監督：ジュリア・デュクルノー
- 帰れない山 Le otto montagne（2022年）監督：フェリックス・ヴァン・フルーニンゲン、シャルロッテ・ファンデルメールシュ

### テレビ
- ブラック・ミラー Black Mirror（2016年） - 1エピソード

## 主な受賞
- マグリット賞撮影賞
  - 2022年：『TITANE／チタン』
- ダヴィッド・ディ・ドナテッロ撮影賞
  - 2023年：『帰れない山』